# 발레리오 마스탄드레아

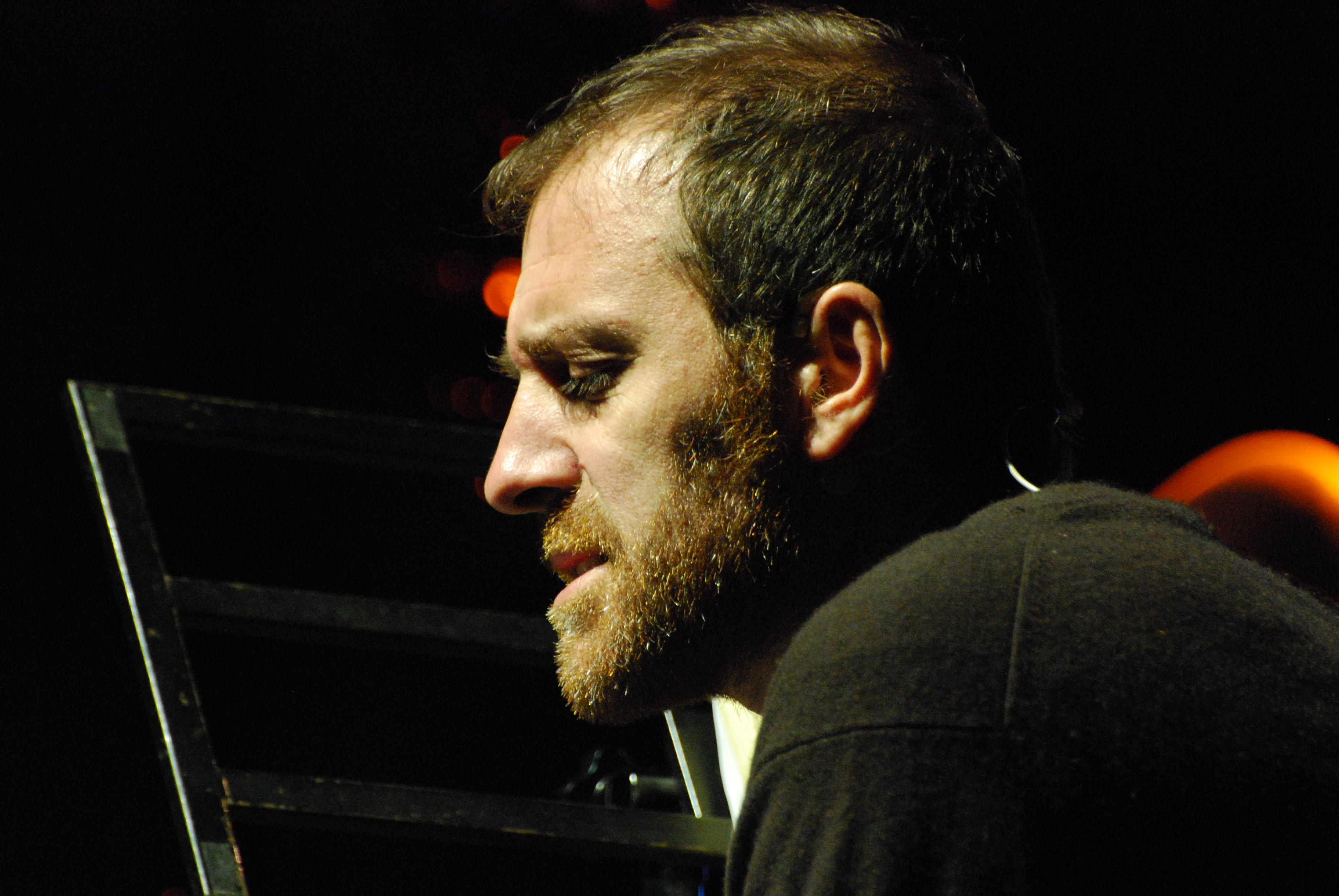

발레리오 마스탄드레아(이탈리아어: Valerio Mastandrea, 1972년 2월 14일 ~ )는 이탈리아의 배우, 각본가이다.
로마에서 태어나 철학을 전공한 후 이탈리아의 TV 채널인 Canale 5의 심야 토크쇼 《Maurizio Costanzo Show》에 정기적으로 출연하였다.

## 영화
- 아다지오 (2023년) - 폴늄 역
- 라이드 (2018년)
- 루시아스 그레이스 (2018년)
- 유포리아 (2018년)
- 달콤한 꿈 (2016년)
- 플라워 (2016년)
- 퍼펙트 스트레인저 (2016년) - 렐레 역
- 언 이탈리안 네임 (2015년)
- 행복은 복잡해 (2015년)
- 룸메이트 살인사건: 둘만의 방 (2014년)
- 파솔리니 (2014년)
- 라 미아 클라스 (2013년)
- 자유 만세 (2013년)
- 장군과 황새 (2012년) - 레오 역
- 늑대의 땅 (2012년) - 코시모 역
- 스토리 오브 어 매서커  (2012년) - 루이지 역
- 토멘티 - 필름 디세그나토 (2011년)
- 러스트 (2011년)
- 더 퍼스트 뷰티풀 씽 (2010년)
- 굿모닝, 아만 (2009년)
- 라퀼라 벨라 메 (2009년)
- 줄리아는 밤에 데이트하지 않는다 (2009년)
- 나인 (2009년)
- 어 홀 라이프 어헤드 (2008년)
- 운수 좋은 날 (2008년)
- 그것에 대해 생각하지 마 (2007년)
- 나이트 버스 (2007년) - 프란츠 역
- 콧수염 (2006년)
- 나폴레옹의 연인 (2006년)
- 악어 (2006년)
- 미치광이 마술사 (2004년) - 프랑코 역
- 네스트 (2002)
- 내일 (2001년)
- 비올라 키세스 에브리바디 (1998년)
- 마피아 캅스 (1995년)